# Arménie au Concours Eurovision de la chanson 2016
L'Arménie est l'un des quarante-deux pays participants du Concours Eurovision de la chanson 2016, qui se déroule à Stockholm en Suède. Le pays est représenté par la chanteuse Iveta Moukoutchian et sa chanson LoveWave, sélectionnées en interne par le diffuseur arménien AMPTV. Lors de la finale, le pays termine 7e, recevant 249 points.

## Sélection
Le diffuseur arménien AMPTV annonce sa participation le 25 septembre 2015. La chanteuse Iveta Moukoutchian est annoncée officiellement comme représentante de l'Arménie le 13 octobre 2015. Sa chanson, intitulée LoveWave, est publiée le 2 mars 2016.

## À l'Eurovision
L'Arménie participe à la première demi-finale, le 10 mai 2016. Elle y termine en 2e position avec 243 points, ce qui lui permet de se qualifier pour la finale du 14 mai. Là, elle termine 7e avec un total de 249 points.